# Tovomita chachapoyasensis
Espèce
Classification phylogénétique
Statut de conservation UICN

 VU D2 : Vulnérable
Tovomita chachapoyasensis est une espèce de plantes à fleurs de la famille des Clusiaceae.

## Publication originale
- Botanische Jahrbücher für Systematik, Pflanzengeschichte und Pflanzengeographie 58(4/Beibl.): 7. 1923.